# 山名政清
山名 政清（やまな まさきよ、永享11年（1439年）-没年不詳）は、室町時代中期の武将、守護大名。石見・美作守護。山名教清の子。子に政理。官位は兵部少輔。法号は茆庵。

## 経歴
従来の通説では教清（常勝）が足利義教の怒りを買って石見守護を奪われて同族の山名熙貴に与えられたが、嘉吉の変で義教と共に熙貴が横死したために教清が守護の地位を取り戻したと考えられてきた。しかし、教清と熙貴の養子縁組の存在を示す史料や政清の生年を示す史料の存在が指摘されたことで、近年の説では義教の仲介で男子のいなかった教清が熙貴を養子に迎えて守護職を譲ったものの、その後教清に実子の政清が誕生し、更に熙貴も殺されたために教清（常勝）が守護職に復帰してその後を政清が継いだと考えられている。享徳4年（1455年・康正元年）6月まで常勝発給文書が見られる一方で、翌年の康正2年（1456年）6月に内裏造営のための段銭を政清が納付したことが知られているため、この1年間に石見・美作の守護職が譲られたと考えられている。
応仁元年（1467年）に応仁の乱が始まると宗家の当主山名宗全に従って西軍に所属して戦った。この際、美作を山名忠政に任せていたが後に忠政軍も京に上ったため、この隙に美作を赤松政則に奪われ、守護職も交代させられた。文明6年（1474年）6月に山名惣領家は東軍と和睦をしたが、美作を喪った政清はこれに不満を抱き、西軍に留まって隣国の大内政弘を頼った。なお、文明9年（1477年）の大乱終結時には石見も大内政弘に替えられたとされているが、名目上の守護は依然として政清で大内氏がこれを支援していたと考えられている（熙貴の娘である政弘の生母が健在であったため、母方の実家の没落は望ましい事ではなかった）。
文明11年（1479年）以降、政清は大内政弘の支援を受けて赤松氏に奪われた美作奪回に乗り出しているが、成功しなかった。その後、文明15年（1483年）12月から同18年（1486年）8月にかけて、惣領の山名政豊が赤松氏の本国である播磨国に攻め込んだ時に政清も参陣し、その過程で再び美作の大半を奪還したが、政豊の敗北によって撤退を余儀なくされている。
明応2年（1493年）10月に息子の政理に出された安堵状には政清を「潤徳院殿」と記しているため、既に政清は死去していたと考えられる。永正年間の山名氏は足利義稙から外様衆に加えられていたとみられるが、この頃から大内氏との関係が微妙になったようで、永正4年（1507年）に大内義興が守護の権威の象徴でもある土地と段銭の台帳の写しを益田氏などの石見の有力国衆より献上させている。そして、永正14年（1517年）に大内義興が山名政理に代わって正式に石見守護職に補任されると、政理は尼子経久と連携して抵抗することになる。